# Giulia Gibertini
Giulia Gibertini (Parma, 30 settembre 1984) è una pallavolista italiana, libero nel Chieri '76.

## Carriera

### Club
La carriera di Giulia Gibertini comincia nelle giovanili del CUS Parma nel 1998. Nella stagione 2000-01 entra a far parte del Viadana, in Serie B2, mentre nell'annata successiva gioca nella stessa categoria con il Terre Verdiane di Fontanellato.
Nella stagione 2002-03 veste la maglia del Campitello, in Serie B1, per poi ritornare in Serie B2 con il Crespellano per il campionato 2003-04.
Nella stagione 2004-05 viene ingaggiata dal Parma, in Serie B2, a cui resta legata per otto annate e con il quale ottiene diverse promozioni fino a giungere alla Serie A1 nella stagione 2011-12.
Nell'annata 2012-13 passa al Casalmaggiore, in Serie A2, mentre nella stagione successiva è in Serie B1 con il Marsala.
Ritorna nella massima divisione italiana per la stagione 2014-15 per difendere i colori dell'Ornavasso: tuttavia la squadra viene esclusa poco prima dell'inizio del campionato, rimanendo inattiva. Nella stagione 2015-16 si accasa al Forlì, in Serie A2, con il quale vince la Coppa Italia di categoria.
Nell'annata 2016-17 è nuovamente al Casalmaggiore, questa volta in Serie A1, per poi accordarsi con l'Adolfo Consolini di San Giovanni in Marignano, nella serie cadetta, per l'annata 2017-18, dove resta per due campionati, aggiudicandosi la Coppa Italia di Serie A2 2017-18.
Nella stagione 2019-20 firma per il Soverato, sempre in Serie A2, mentre nella stagione successiva passa al Chieri '76, in Serie A1.

## Palmarès

### Club
- Coppa Italia di Serie A2: 2

2015-16, 2017-18